# Сингх, Гобинд (солдат)
Гобинд Сингх (англ. Gobind Singh, 7 декабря 1887 — 9 декабря 1942) — индийский кавалер креста Виктории, высшей воинской награды за героизм, проявленный в боевой обстановке, которая может быть вручена военнослужащим стран Содружества и прежних территорий Британской империи.

## Биография
К 29 годам Гобинд Сингх был ланс-даффадаром 28-го полка лёгкой кавалерии Британской Индийской армии, прикреплённого к 2-му уланскому полку. За свои действия в период с 30 ноября по 1 декабря 1917 года во французском Позьере был представлен к награде.
В официальном объявлении о награде говорилось:
За проявление выдающейся храбрости и преданности долгу.

Ланс-даффадар Гобинд Сингх трижды добровольно вызывался доставить сообщения между штабами своего полка и бригады, расстояние между которыми было около 2,5 километра, и дорога шла на открытой местности под непрерывным наблюдением и обстрелом врага. Он доставил все сообщения, хотя каждый раз под ним убивало лошадь и остаток пути ему приходилось преодолевать самостоятельно.
Позднее Сингх дослужился до звания джемадар.